# Santa Vitoria do Palmar (Meteorit)
Koordinaten: 33° 30′ 34″ S, 53° 24′ 39″ W
Santa Vitoria do Palmar ist der 53. Meteoritenfund aus Brasilien.
Vorausgegangen war dem Fund eine spektakuläre Feuerballerscheinung am 25. Juni 1997 über den Städten Santa Vitória do Palmar im äußersten Südosten Brasiliens und Chuy im Nordosten Uruguays. Obwohl unmittelbar nach dem Ereignis beiderseits der Grenzen Suchaktionen starteten, wurde zunächst kein Meteorit gefunden. Erst sechs Jahre später im März 2003 entdeckte Roberto Maciel auf der Suche nach indianischen Pfeilspitzen durch Zufall eine 34 kg schwere Masse am Ufer der Laguna Merín. Weitere Funde folgten im Jahr 2004 durch Lautaro Côrreira, jedoch ohne, dass Proben ein Institut erreichten, welches die Funde als Meteorit bestätigte. Erst Ende 2005 gelang es dem deutschen Meteoritenkundler Svend Buhl, Kontakt zu den Findern herzustellen und Proben an das Berliner Naturkundemuseum zu senden. Dieses bestätigte, dass es sich bei den Funden um Meteoriten handelte und nahm die mineralogisch-petrographische Analyse und die Klassifikation vor.
Bei Santa Vitoria do Palmar handelt es sich um einen Olivin-Hypersthen Chondrit des Typs L3 mit einem Schockgrad S3/4 und einem Verwitterungsgrad von W2. Der vollkommen unequilibrierte Meteorit besteht fast vollkommen aus dicht gepackten Chondren, die nahezu alle bekannten Kristallisationsmuster aufweisen. Während große Partien des Meteoriten durch ein starkes Schockereignis gedunkelt sind, zeigen einige wenige Anschnitte auch unveränderte helle Partien.
Da zwischen der Feuerballsichtung und den Meteoritenfunden ein Zeitraum von sechs Jahren verstrichen war, ließ sich nicht mehr eindeutig klären, ob die gefundenen Massen dem beobachteten Ereignis zweifelsfrei zuzuordnen sind. Gemäß Protokoll entschied das Nomenclature Committee der Meteoritical Society deshalb, Santa Vitoria do Palmar als Fund und nicht als beobachteten Fall einzustufen.
Santa Vitoria do Palmar ist mittlerweile offiziell in die Data Base des Meteoritical Bulletins aufgenommen worden und im Meteoritical Bulletin Nr. 91/2007 publiziert worden.